# Pavetta agrostiphylla
Pavetta agrostiphylla är en måreväxtart som beskrevs av Cornelis Eliza Bertus Bremekamp. Pavetta agrostiphylla ingår i släktet Pavetta och familjen måreväxter. Inga underarter finns listade i Catalogue of Life.